# Snabba Cash (películas)
Snabba Cash es una serie de películas suecas que se exhibieron del 25 de diciembre de 2010 hasta el 30 de agosto de 2013.
La franquicia estuvo conformada por 3 películas y son una adaptación de las novelas del escritor sueco Jens Lapidus publicadas por primera vez en el 2006.

## Películas

### Snabba Cash(2010)
La primera entrega de la trilogía fue estrenada el 15 de enero de 2010.
Cuando JW, un estudiante de negocios se convierte en un traficante de drogas para mantener su doble vida, su destino se ve ligado al de dos hombres: Jorge un fugitivo chileno que está huyendo de la mafia serbia liderada por Radovan Krajnic y la policía, y de Mrado Slovovic, un matón de la mafia que es enviado para matar a Jorge.
| Actor          | Personaje            | Ocupación                                               |
| -------------- | -------------------- | ------------------------------------------------------- |
| Joel Kinnaman  | Johan "JW" Westlund  | Criminal y Traficante de Drogas                         |
| Matias Varela  | Jorge Salinas Barrio | Estudiante de Negocios, Criminal y Traficante de Drogas |
| Dejan Čukić    | Radovan Krajnic      | Líder de la Mafia Serbia y del Crimen Organizado        |
| Dragomir Mrsic | Mrado Slovovic       | Matón de la Mafia y Criminal                            |
| Fares Fares    | Mahmoud              | -                                                       |
| Lisa Henni     | Sophie               | Novia de JW                                             |
| Joel Spira     | Nippe                | -                                                       |

### Snabba Cash II(2012)
La segunda entrega fue estrenada el 17 de agosto del 2012.
JW, el prometedor estudiante de negocios que se convierte en un traficante y organizador de drogas, está sirviendo tiempo en la cárcel, sin embargo lucha por volver a la vida honesta, aunque las cosas parecen mejorar cuando unos capitalistas están interesados en una nueva pieza de software de comercio que ha desarrollado y mientras está en la cárcel hace las pases con un viejo enemigo, sin embargo todo resulta ser falso y cuando sale de prisión se pone en contacto con su antigua banda, JW pronto se da cuenta de que una vez que entra en la vida criminal es muy difícil salir de ella.
| Actor            | Personaje            | Ocupación                                        |
| ---------------- | -------------------- | ------------------------------------------------ |
| Joel Kinnaman    | Johan "JW" Westlund  | Criminal y Traficante de Drogas                  |
| Matias Varela    | Jorge Salinas Barrio | Criminal y Traficante de Drogas                  |
| Dejan Čukić      | Radovan Krajnic      | Líder de la Mafia Serbia y del Crimen Organizado |
| Dragomir Mrsic   | Mrado Slovovic       | ex-Matón de la Mafia y Criminal                  |
| Fares Fares      | Mahmoud              | Criminal                                         |
| Joel Spira       | Nippe                | -                                                |
| Lisa Henni       | Sophie               | exnovia de JW                                    |
| Madeleine Martin | Nadja                | Novia de Jorge                                   |

### Snabba Cash - Livet Deluxe(2013)
La tercera y última entrega de la trilogía fue estrenada el 30 de agosto del 2013.
JW huye de la policía y se dirige a Estocolmo para descubrir lo que le sucedió a su hermana Camilla Westlund, mientras tanto Jorge está a punto de hacer su último robo sin embargo las cosas no salen según lo planeado cuando lo traicionan.
Finalmente el oficial Martin Hägerström, se infiltra dentro de la mafia serbia para obtener pruebas y apresar a Radovan Krajnic, pero termina enamorándose de su hija, Natalia Krajnic. Por otro lado Natalia, se ve envuelta en la vida criminal de su familia cuando su padre es asesinado, y decide buscar a los responsables de la muerte de su padre y vengarse.
| Actor              | Personaje              | Ocupación                                        |
| ------------------ | ---------------------- | ------------------------------------------------ |
| Matias Varela      | Jorge Salinas Barrio   | Criminal y Traficante de Drogas                  |
| Joel Kinnaman      | Johan "JW" Westlund    | Criminal                                         |
| Martin Wallström   | Martin Hägerström      | Oficial de Policía Encubierto                    |
| Malin Buska        | Natalia "Nata" Krajnic | Estudiante de Leyes                              |
| Dejan Čukić        | Radovan Krajnic        | Líder de la Mafia Serbia y del Crimen Organizado |
| Cedomir Djordjevic | Stefanovic             | Criminal y Traficante de Drogas                  |
| Madeleine Martin   | Nadja                  | Novia de Jorge                                   |

## Premios y nominaciones
| Año  | Categoría             | Premio                                         | Nominado (os)                                                | Resultado |
| ---- | --------------------- | ---------------------------------------------- | ------------------------------------------------------------ | --------- |
| 2014 | Best Actor            | Guldbagge Award                                | Matias Varela                                                | Nominado  |
| 2014 | Best Editing          | Guldbagge Award                                | Theis Schmidt                                                | Nominado  |
| 2014 | Best Sound            | Guldbagge Award                                | Petter Fladeby, Jens Johansson y Andreas Franck              | Nominados |
| 2013 | Best Actor            | Guldbagge Award                                | Matias Varela                                                | Nominado  |
| 2013 | Best Supporting Actor | Guldbagge Award                                | Fares Fares                                                  | Nominados |
| 2013 | Best Sound            | Guldbagge Award                                | Jonas Jansson                                                | Nominado  |
| 2013 | Best Make-up          | Guldbagge Award                                | Jenny Fred                                                   | Ganó      |
| 2011 | Best Actor            | Guldbagge Award                                | Joel Kinnaman                                                | Ganó      |
| 2011 | Best Cinematography   | Guldbagge Award                                | Aril Wretblad                                                | Ganó      |
| 2011 | Casting Director      | Guldbagge Award                                | Jeanette Klintberg                                           | Ganó      |
| 2011 | Directors to Watch    | Palm Springs International Film Festival Award | Daniel Espinosa                                              | Ganó      |
| 2010 | Biopublikens pris     | Audience Award                                 | Fredrik Wikström, Daniel Espinosa y Tre Vänner Produktion AB | Nominados |

## Producción

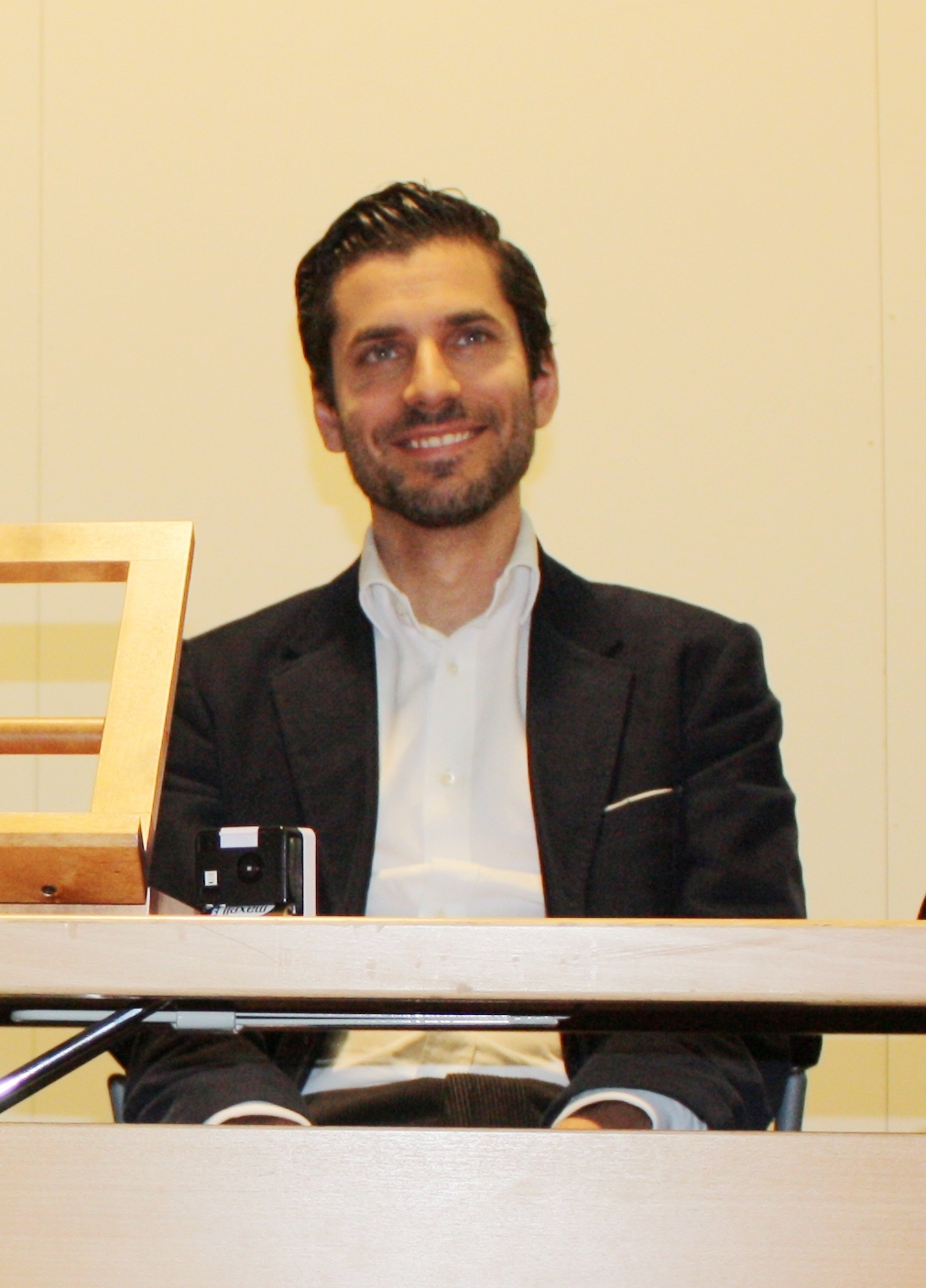
Las películas están basadas en las novelas del autor sueco Jens Lapidus.

La primera película fue dirigida por Daniel Espinosa, contó con los escritores Maria Karlsson y Hassan Loo Sattarvandi, en colaboración con Espinosa y Fredrik Wikström, estuvo basado en la novela del escritor sueco Jens Lapidus. Producida por Fredrik Wikström en apoyo de los coproductores Jessica Ask, Gunnar Carlsson, Lone Korslund, Peter Nadermann, Frank Bonn y Christian Kux, junto con el productor ejecutivo Michael Hjorth y el productor de línea Christian Vennefrohne (en Alemania).
La música estuvo a cargo de Jon Ekstrand, mientras que la cinematografía estuvo en manos de Aril Wretblad y la edición Theis Schmidt.
La segunda película fue dirigida por Babak Najafi, contó con la escritora Maria Karlsson en colaboración con Najafi, Fredrik Wikström y Peter Birro, y estuvo basada en la novela del escritor sueco Jens Lapidus. Producida por Fredrik Wikström en apoyo de los coproductores Jessica Ask, Per Bouveng, Gunnar Carlsson, Johannes Hobohm, Maximilian Hobohm, Lone Korslund, Peter Nadermann, Lars Nilsson, con el apoyo de los productores asociados Klaus Bassiner, Wolfgang Feindt, Jonas Fors y Meinolf Zurhorst, de la productora de línea Sara Waldeck, del productor de posproducción Peter Bengtsson	y de los productores ejecutivos Daniel Espinosa y Michael Hjorth.
La música corrió a cargo de Jon Ekstrand, mientras que la cinematografía estuvo en manos de Aril Wretblad y la edición Theis Schmidt.
La tercera y última entrega de la franquicia fue dirigida por Jens Jonsson, contó con los escritores Jonsson (en la historia), Maria Karlsson y Fredrik Wikström (en el guion), y estuvo basado en la novela del escritor sueco Jens Lapidus. Producida por Fredrik Wikström en apoyo de los coproductores Jessica Ask, Are Heidenstrom, Johannes Hobohm, Maximilian Hobohm, Lone Korslund y Christian Wikander, con el apoyo de la asistente de producción Annica Bellander y de los productores de línea Michel Megherbi y Sara Waldeck.
Warner Bros. tiene los derechos para realizar un remake americano de la primera entrega, Snabba Cash.